# Acragas flavescens
Acragas flavescens är en spindelart som beskrevs av Lodovico di Caporiacco 1954. 
Acragas flavescens ingår i släktet Acragas och familjen hoppspindlar. Inga underarter finns listade i Catalogue of Life.